# 55e régiment d'infanterie (France)
Pour les articles homonymes, voir 55e régiment.
Le 55e régiment d'infanterie (55e RI) est un régiment d'infanterie de l'Armée de terre française créé sous la Révolution à partir du régiment de Condé, un régiment français d'Ancien Régime.

## Création et différentes dénominations
- 1644-1791 : Régiment de Condé
- 1791-1793 : 55e régiment d'infanterie ;
- 1793-1796 : 55e demi-brigade de bataille, formée à partir des :
  - 1er bataillon du 28e régiment d'infanterie,
  - 2e et 3e bataillons de volontaires de l'Ardèche[1]
- 1796-1803 : 55e demi-brigade d'infanterie de ligne, formée à partir des :
  - 1er bataillon du 19e régiment d'infanterie ;
  - 1er bataillon du 58e régiment d'infanterie ;
  - 2e bataillon de volontaires de la Haute-Vienne ;
  - 6e bataillon de volontaires de Seine-et-Oise ;
  - 1er bataillon de volontaires de la Moselle ;
  - 2e bataillon de volontaires de réserve ;
- 1803 : 55e régiment d'infanterie de ligne ;
- 1939 : 55e régiment d'infanterie alpine

## Chefs de corps
- 1792 : Colonel Pierre Justin Marchand de Villionne (1740-1813)
- 8 mars 1793 : Chef de brigade Emmanuel Gervais de Roergaz de Serviez (1755-1804)
- 1793 : Chef de brigade Anne-Gilbert La Val
- 1795 : Chef de brigade Marguerit (?)|
- 1795 : Chef de brigade Pierre Ramand
- 15 août 1796 : Chef de brigade[2] Jean d'Argoubet (1762-1844)
- 19 juin 1799 : Chef de brigade François-Roch Ledru des Essarts (1770-1844)
- 1805 : Colonel Jean-Baptiste Silberman. Mort des suites de ses blessures le 8 février 1807.
- 1807 : Colonel René Perier. Tué le 10 juin 1807
- 22 juin 1807 : Colonel Henri César Auguste Schwiter (1768-1839)
- 1813 : Colonel : François Morin de Louvigné. Blessé le 28 juillet 1813
- 1815 : Colonel Jean-Pierre Monneret
- 1821 : Colonel Anne-Léon-Antoine Le Clerc de Juigné
- 1822 : Colonel Jacques Pierre Marie de Montlivault
- 1823 : Colonel Amable de Fontanges (1874-1826)
- 4 juin 1850 : Colonel François Achille Bazaine (1811-1888)
- 1854 : Colonel Charles de Maleville[3]Tué, le 24 juin 1859 à la ferme de Casanova, au cours de la bataille de Solférino.
- 1870-1872 : Colonel De Waliner-Freundstein
- 1872-1874 : Colonel De Perceval-Deschènes
- 1874-1876 : Colonel Toussaint Marie Dennio
- 1876-1886 : Colonel Jouneau
- 1886- 1892 : Colonel Charles Alfred Marie Dutheil de la Rochère
- 1892-1901 : Colonel Edouard Dutheil de la Rochère
- 1901- 1904 : Colonel Laporte
- 1904- ? : Colonel Jullien
- ? - ? : Colonel Gariel
- ? - ? ; Colonel Morgain
- ? - ? : Colonel Mathieu
- Août 1914 - 22 octobre 1914 : Colonel Valdant
- 2 novembre 1914 - 25 novembre 1914 : Lieutenant-Colonel Echard
- Novembre 1914 - 21 janvier 1915 : Colonel Guyot d'Asnières de Salin
- 26 janvier 1915 - 7 décembre 1915 : Lieutenant-Colonel Hoff
- Décembre 1915 - 23 mai 1916 : Lieutenant-Colonel Spire
- 26 mai 1916 -1919 : Colonel Vignal

- 1939 : Lieutenant-colonel Cotinaus

### Les drapeaux de 1791 à 1794

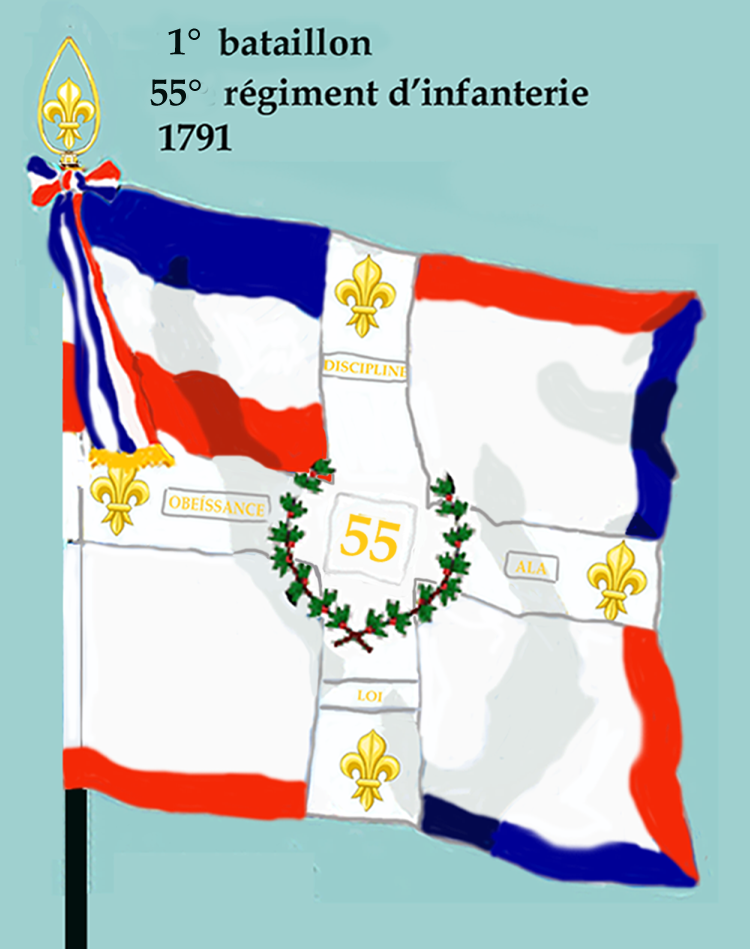
1er bataillon de 1791 à 1792
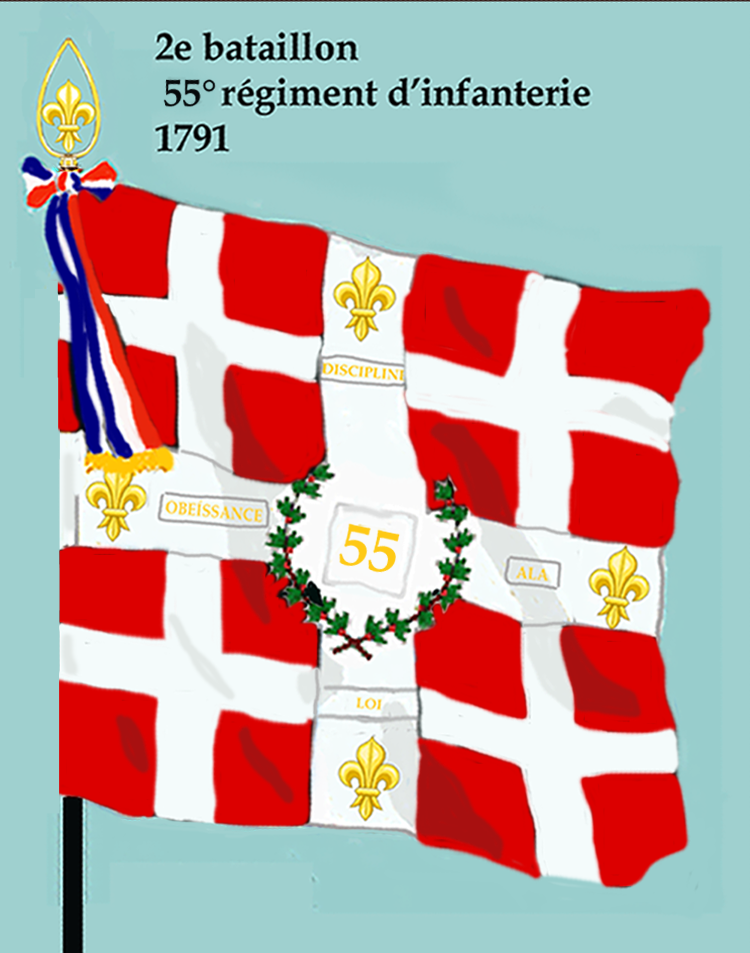
2e bataillon de 1791 à 1792
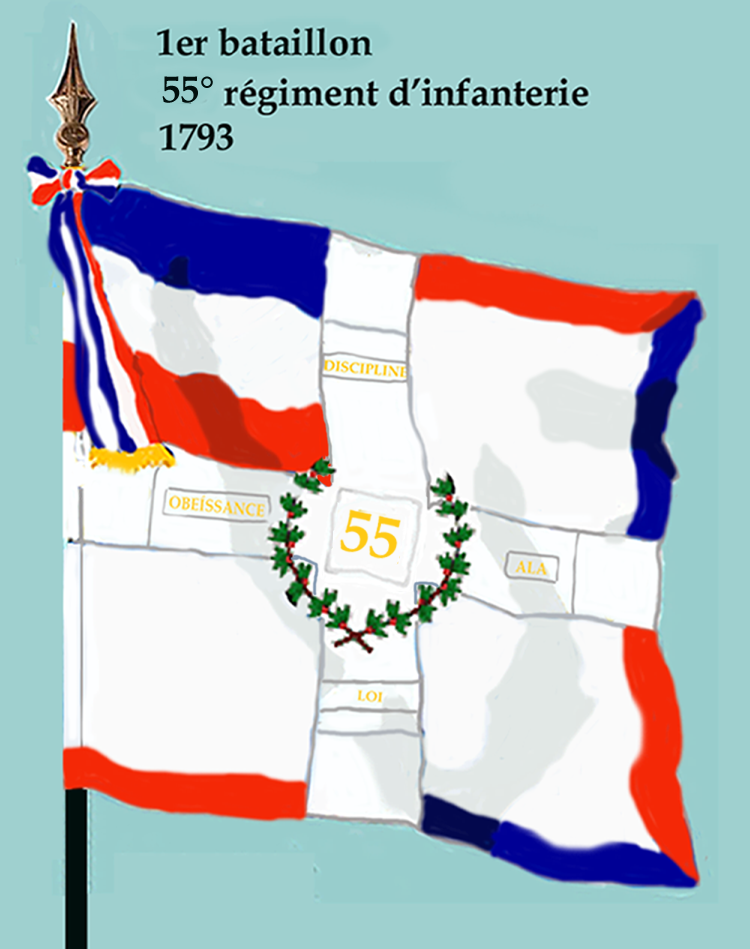
1er bataillon de 1792 à 1794
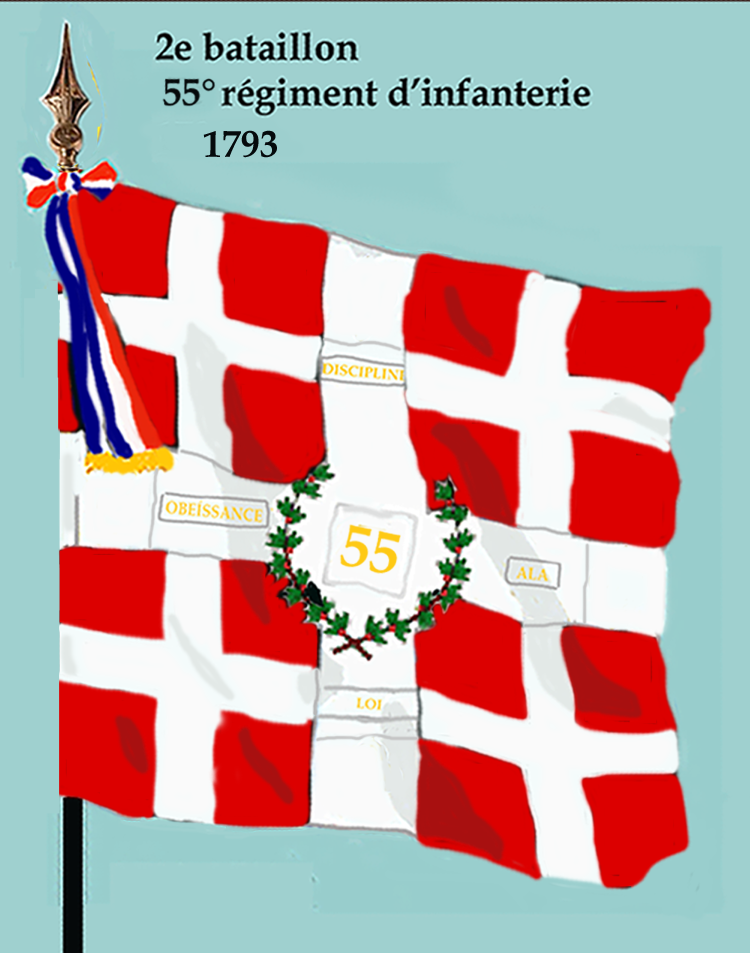
2e bataillon de 1792 à 1794

## Historique des garnisons, combats et batailles du55eRI
(*) Bataille portée au drapeau du régiment.
Capitaine : Louis Charles MARGAT (1803-1888)
1833 / 1834 : en garnison à Bône (Annaba) en Algérie 
1837 : en garnison à Orléans 
1841 : en garnison à Caen
1844 : en garnison à Calais

### Ancien Régime

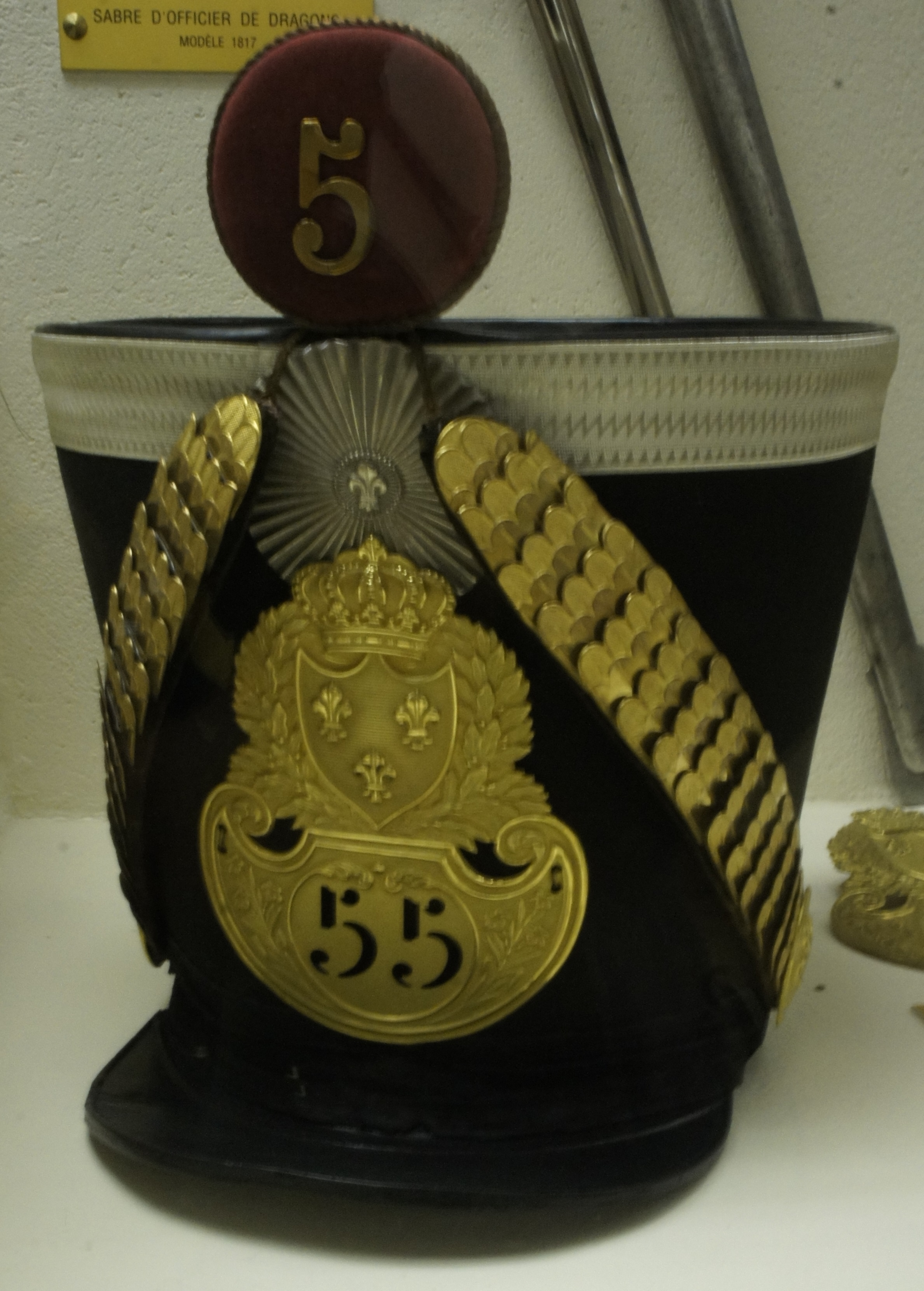
Shako ayant apparetenu à A.de Vigny.
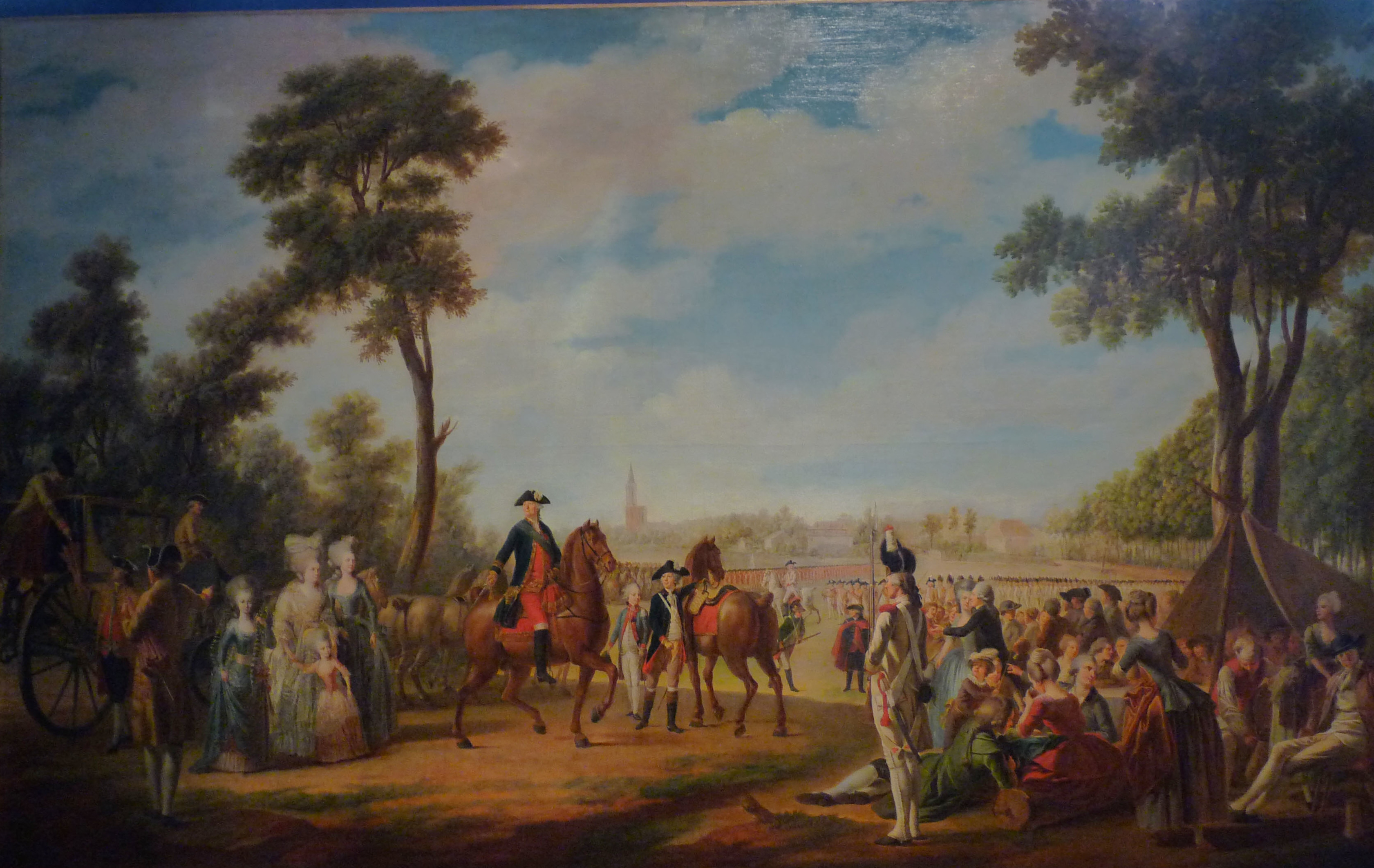
Revue du régiment de Condé à Strasbourg entre 1779 et 1781 (Musée historique de Strasbourg).

### Guerres de la Révolution et de l'Empire

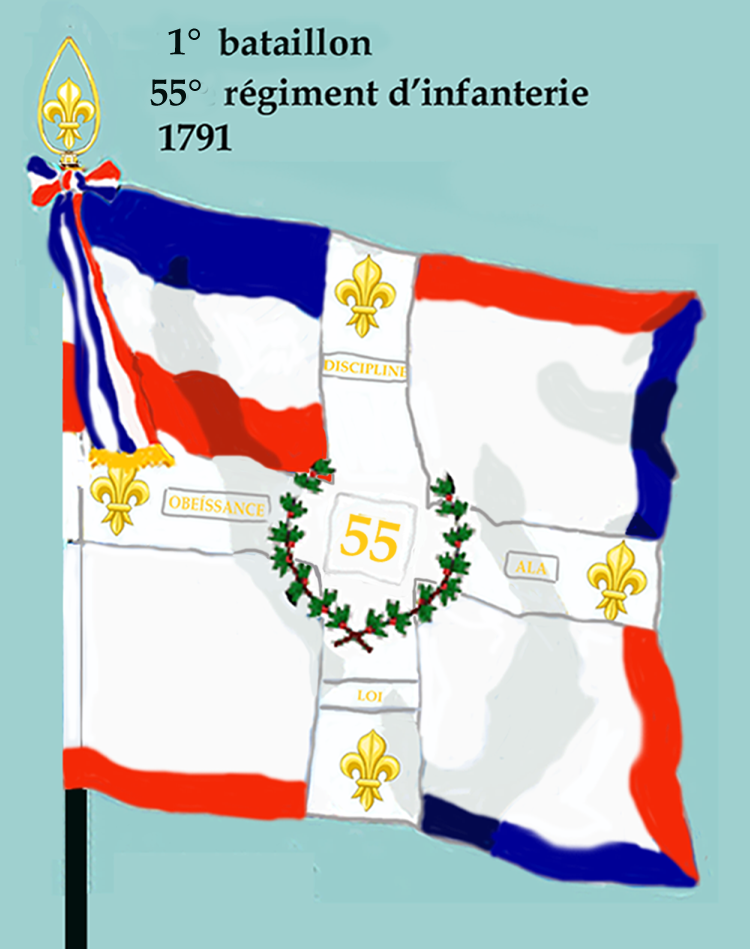
Drapeau du 1er bataillon du 55e régiment d'infanterie de ligne de 1791 à 1793
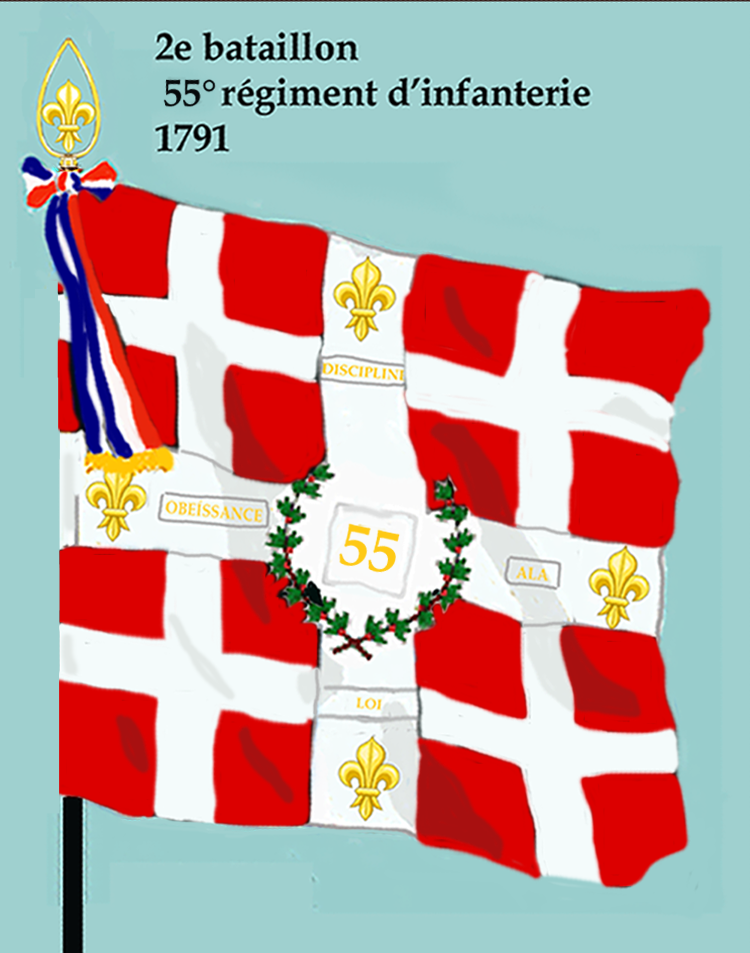
Drapeau du 2e bataillon du 55e régiment d'infanterie de ligne de 1791 à 1793

Au cours de cette période, le 55e eut :
- 36 officiers tués ;
- 10 officiers morts des suites de leurs blessures ;
- 100 officiers blessés.

Le 1er juillet 1790, le régiment en entier est en garnison à Boulogne-sur-Mer.
Le 1er janvier 1792, le régiment est en garnison à Longwy. Il comprend un effectif de 1 012 hommes et 503 manquants.
En mars 1792, il se trouve à Metz. Il quitte cette position pour se rendre à Montmédy.
- 1792 :
  - combat d'Hamptinne
  - Bataille de Valmy (*)
  - 1er décembre 1792 : Armée de la Moselle, expédition de Trèves
- 1793 :
  - Combat d'Erchein, près de Landau in der Pfalz
- 1795 :
  - Bataille de Rosas
- 1796 :
  - Siège de Mantoue
- 1797 :
  - Bataille de Rivoli,
  - Siège de Mantoue,
  - Valvassone
- 1799 :
  - Bataille de La Trebbia,
  - Bataille de Novi
- 1800 :
  - Siège de Gênes (*)
- 1805 :
  - Bataille de Dürenstein
    - Bataille d'Austerlitz (*)

- 1806 :
  - Bataille d'Iéna,
  - Bataille de Lübeck

- 1807 :
  - Bataille d'Eylau (*),
  - Bataille d'Heilsberg

- 1808 :
  - Bataille de Medina del Rio Seco
- 1809 :
  - Bataille d'Almonacid,
  - Bataille d'Ocaña
- 1811 :
  - Bataille d'Albuera,
  - Almendralejo
- 1812 :
  - Campillo,
  - Coín,
  - Combat de Borisow,
  - Bataille de Wilna
- 1813 :
  - Bataille de Bautzen,
  - Bataille de Dresde,
  - Bataille de Kulm,
  - Bataille d'Arnheim
- 1814 : Guerre d'indépendance espagnole

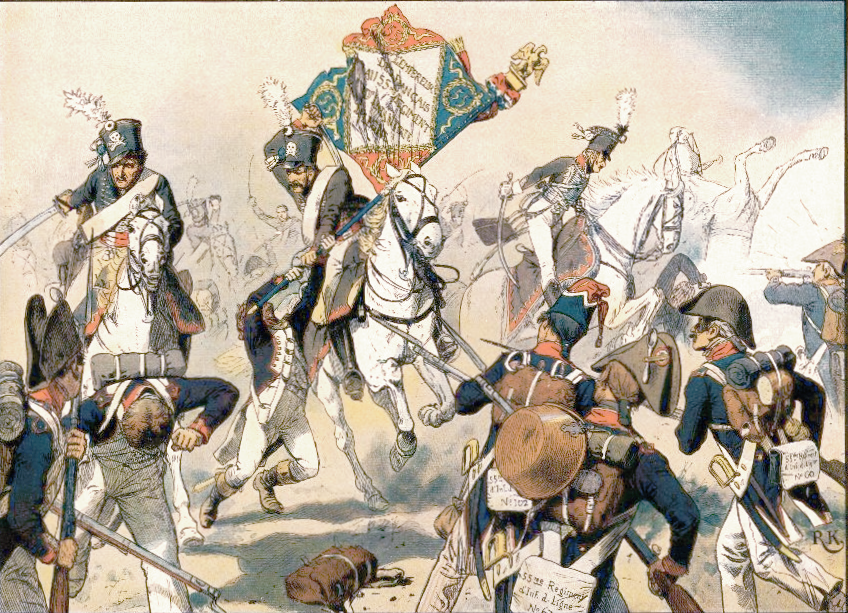
Capture du drapeau du par les hussards de von Prittwitz à la bataille d'Heilsberg.

  - 27 février 1814 : bataille d'Orthez
  - Bataille de Toulouse

- 1815 : Campagne de Belgique (1815) (1re division d'infanterie)
  - Bataille de Ligny,
  - Bataille de Waterloo

À la bataille de Waterloo, Louis Bro (colonel du 4e lanciers) effectua une charge restée célèbre, écharpa la brigade Ponsonby, sous les ordres du Major-General Sir William Ponsonby, tua cet officier général, et reprit l'aigle du 55e régiment d'infanterie enlevée par les dragons de Ponsomby.

### 1815 à 1852
- 1830 : Une ordonnance du 18 septembre créé le 4e bataillon et porte le régiment, complet, à 3 000 hommes[7].

- 1832-1834 : Conquête de l'Algérie

### Second Empire
.
- Campagne d'Italie (1859)
  - 1859 : Bataille de Solférino
- 1863-1866 : Conquête de l'Algérie
- Guerre franco-prussienne de 1870

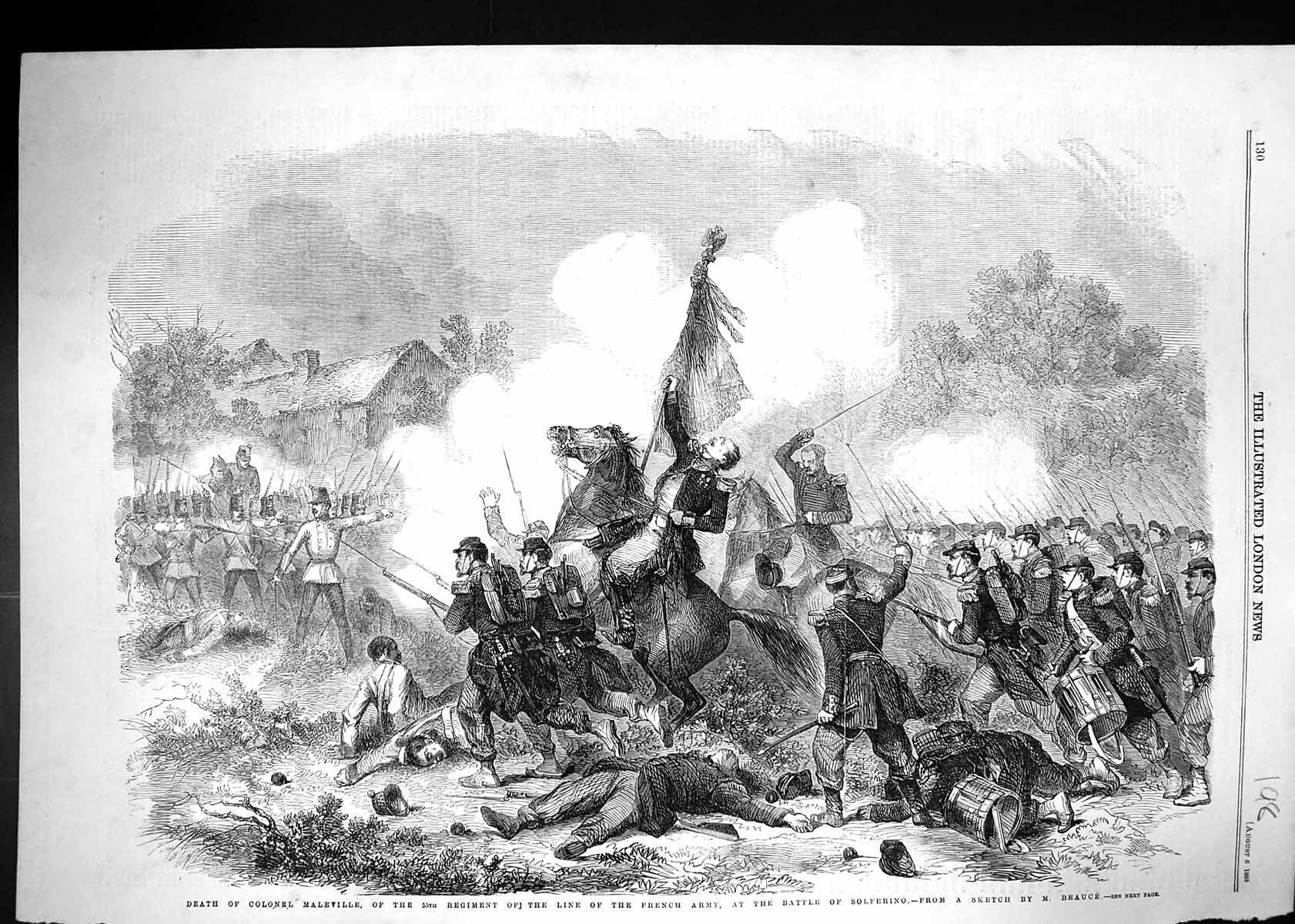
Le colonel Charles de Maleville, commandant du d'infanterie de la ligne, à Casa Nuova au cours de la bataille de Medole, pendant la grande bataille de Solférino et San Martino, le 24 juin 1859

  - Avec le 32e régiment d'infanterie de ligne et le 3e bataillon de chasseurs à pied, le 55e régiment d'infanterie de ligne (1 887 hommes[réf. nécessaire]) fait partie de la 1re brigade de la 1re division (général Vergé) du 2e corps de l'armée du Rhin, sous les ordres du général Charles Auguste Frossard.
    - Batailles de Forbach-Spicheren Rezonville et Saint-Privat

  - Le 16 août 1870, le 4e bataillon, formé pour la plupart de nouveaux arrivants, quitte le dépôt pour créer le 14e régiment de marche qui formera la 1re brigade de la 3e division du 13e corps d'armée[8]
  - Le 17 novembre 1870 eut lieu le combat de Torçay ou fut engagé une compagnie de marche du 55e de ligne qui composait le 36e régiment de marche.
  - Le 24 novembre 1870, les 8e compagnies des 2e et 3e bataillons du 55e régiment d'infanterie de ligne qui composaient le 29e régiment de marche furent engagés dans les combats de Chilleurs, Ladon, Boiscommun, Neuville-aux-Bois et Maizières dans le Loiret
  - Le 6 janvier 1871, la compagnie de marche du 55e RI qui composait le 36e régiment de marche est engagé dans l'affaire du Gué-du-Loir.

### 1870 à 1914
- 1881-1883 : 1 bataillon participe à la campagne de Tunisie

Lors de la réorganisation des corps d'infanterie de 1887, le 1er bataillon forme le 159e régiment d'infanterie.
- ~ 1906 En garnison à Aix-en-Provence

### Première Guerre mondiale
En 1914 casernement: Pont-Saint-Esprit; Aix-en-Provence 60e Brigade d'Infanterie; 30e division d'infanterie; 15e corps d'armée.
Constitution en 1914 : 3 bataillons.
À la 30e DI d'août 1914 à juin 1915 puis à la 126e Division d'Infanterie jusqu'en novembre 1918.

#### 1914
- 26 août : Mont-sur-Meurthe
- 1914 : Bataille de Revigny (*)
- 20 septembre : Avocourt
- 13 novembre : Béthincourt

#### 1915
- 12 janvier, région de Verdun, Béthincourt
- 15 juin, Argonne (région) la route de Binarville à Vienne-le-Château.

#### 1916
- Bataille de Verdun (*)[9]

#### 1917
- Bataille de Verdun (*)

#### 1918
- Bataille de Montdidier (*)
- Bataille de Saint-Quentin (*)

### Entre-deux-guerres
Le 23 juin 1919, lorsque les Allemands signent sans conditions les préliminaires de paix, le 55e Régiment d'Infanterie est stationné à Bleidenstadt, Seitzenhan et Hahn, provine de Hesse-Nassau (Allemagne).
29-31 août 1919 : Retour d'Allemagne en chemin de fer du 55e Régiment d'Infanterie à Aix-en-Provence.

### Seconde Guerre mondiale
Formé le 6 septembre 1939 sous le nom de 55e Régiment d'Infanterie Alpine, il est sous les ordres du lieutenant-colonel Cotinaus, il appartient à la 30e Division d'Infanterie Alpine. Région Militaire, Centre Mobilisateur d'infanterie; réserve A ; il est mis sur pied par le CMI 154.

## Drapeau
Il porte, cousues en lettres d'or dans ses plis, les inscriptions suivantes :
- Valmy 1792
- Gênes 1800
- Austerlitz 1805
- Eylau 1807
- Solférino 1859
- Revigny 1914
- Verdun 1916-1917
- Montdidier 1918
- Saint-Quentin 1918

Drapeau modèle 1880
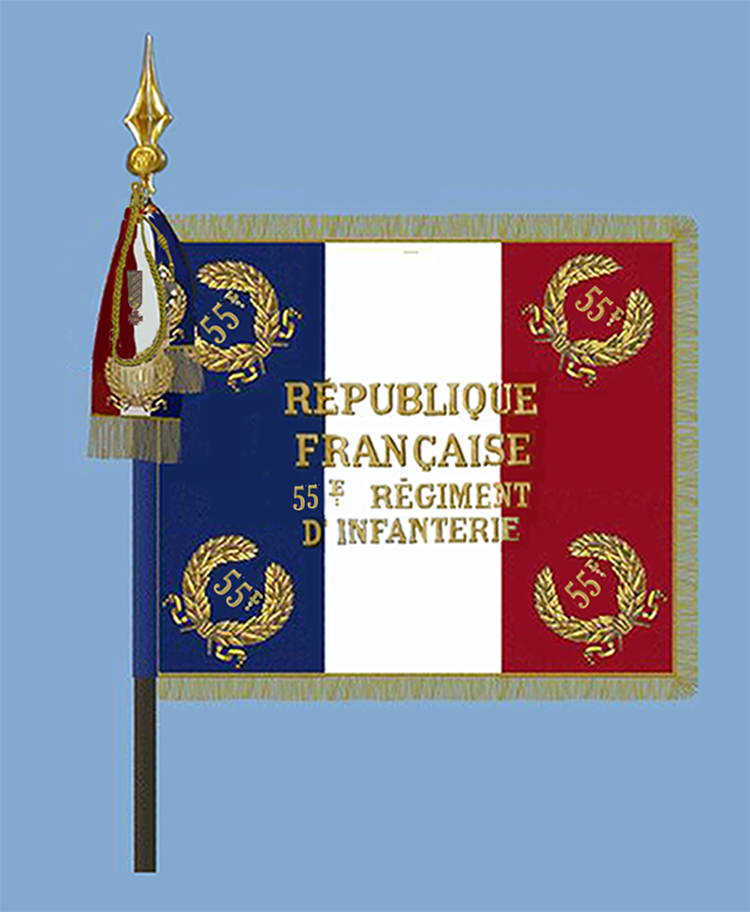
drapeau avec la Fourragère de la medaille militaire
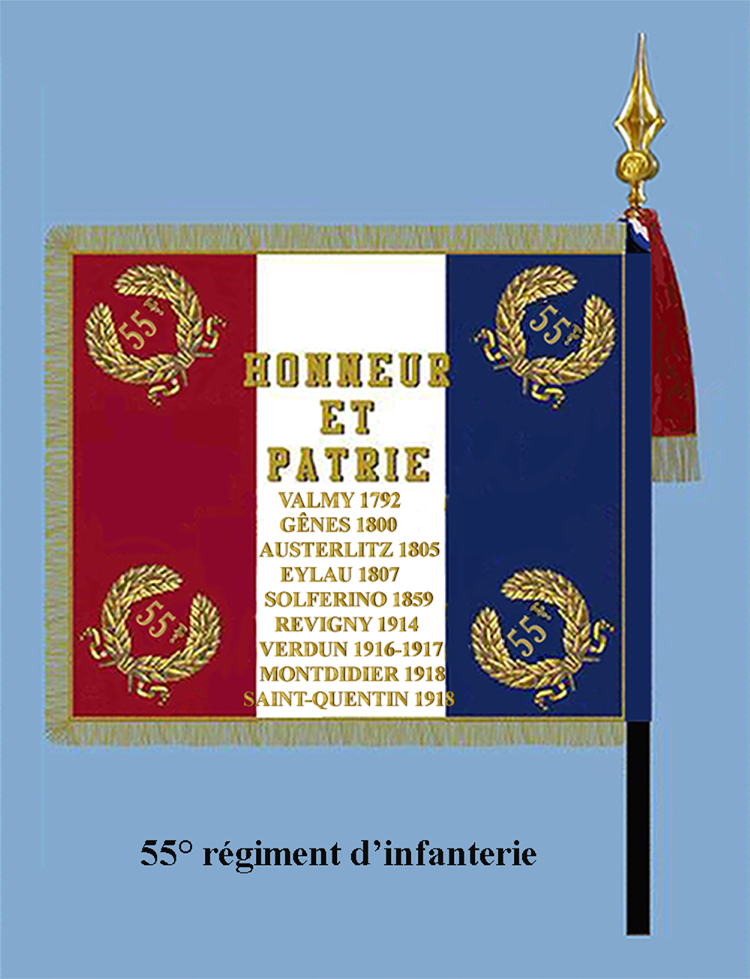

## Décorations
- Sa cravate est décorée de la Croix de guerre 1914-1918 avec quatre citations à l'ordre de l'armée.

- Il a le droit au port de la fourragère aux couleurs du ruban de la Médaille militaire.

## Personnalités ayant servi au55eRI
- Le général de division André Joseph Lemaire (1738-1802), engagé volontaire en 1754 au régiment de Condé ;
- Charles Marie de Beaumont d'Autichamp (1770-1859), capitaine au régiment de Condé (1789), lieutenant-général des armées du Roi (1814).
- Louis-Joseph Hugo (1777-1853), lieutenant en second. Le bataillon de Louis-Joseph Hugo fusionna avec le 55e de Ligne le 26 mai 1803. Il est envoyé avec sa compagnie à Saint-Omer, sous le commandement de Soult, où sa compagnie faisait partie du 1er bataillon de 55e RIL. Le régiment va suivre l'armée au camp de Boulogne.
- Alfred de Vigny, comme lieutenant.
- Le général de brigade Charles Joseph Buquet (1776-1838), major du 55e de ligne le 30 frimaire an XII ;
- Le colonel Charles Ardant du Picq (1821-1870), lieutenant-colonel au 55e régiment d'infanterie de ligne (16 janvier 1864)
- Le futur peintre Charles Camoin, soldat au 55e régiment d'infanterie de ligne (avril 1901)
- Charles Flachaire (1887-1914), homme de lettres inscrit au Panthéon parmi les 560 écrivains morts pour la France
- Albert Souques (1890-1952), Compagnon de la Libération.
- Jean de Beco, aumônier militaire du 55e régiment d'infanterie de ligne et aumônier des FFII du secteur de la Sambre. Il disparut en portant secours aux soldats du 33e régiment d'infanterie de ligne lors d'une contre-attaque le 11 avril 1945 près du pont de Spycker. Une rue de Brouckerque lui est dédiée.

## Sources et bibliographie
- À partir du Recueil d'Historiques de l'Infanterie Française (Général Andolenko - Eurimprim 1969).
- Historique du 55e Régiment d'Infanterie pendant la Grande Guerre 1914-1918.
- Annuaires de l'armée française pour les années de 1873 à 1888, de 1890 à 1898 et de 1900 à 1905[11].
- JMO du 55e Régiment d'Infanterie (7 août 1914 au 28 févr. 1915 / 28 févr. 1915 au 24 févr. 1917 / 24 févr. 1917 au 9 oct. 1918 / 10 oct. 1918 au 31 août 1919)[12].